# Hollis Conway
Hollis Conway (ur. 8 stycznia 1967 w Chicago) – amerykański lekkoatleta, który specjalizował się w skoku wzwyż.
Dwukrotnie uczestniczył w igrzyskach olimpijskich (Seul 1988 oraz Barcelona 1992) przywożąc z tych zawodów dwa medale: srebrny i brązowy. W roku 1991 odniósł trzy sukcesy: zwyciężył w halowych mistrzostwach świata i uniwersjadzie oraz zdobył brązowy medal mistrzostw świata na stadionie. 9-krotnie był mistrzem Stanów Zjednoczonych w skoku wzwyż.

## Osiągnięcia
| Rok  | Impreza                              | Miejsce     | Lokata     | Wynik    |
| ---- | ------------------------------------ | ----------- | ---------- | -------- |
| 1986 | Mistrzostwa świata juniorów          | Ateny       | 2. miejsce | 2,22     |
| 1986 | Mistrzostwa panamerykańskie juniorów | Winter Park | 2. miejsce | 2,24     |
| 1988 | Igrzyska olimpijskie                 | Seul        | 2. miejsce | 2,36 =OR |
| 1989 | Uniwersjada                          | Duisburg    | 2. miejsce | 2,31     |
| 1990 | Igrzyska dobrej woli                 | Seattle     | 1. miejsce | 2,33     |
| 1991 | Igrzyska panamerykańskie             | Hawana      | 3. miejsce | 2,32     |
| 1991 | Halowe mistrzostwa świata            | Sewilla     | 1. miejsce | 2,40     |
| 1991 | Uniwersjada                          | Sheffield   | 1. miejsce | 2,37     |
| 1991 | Mistrzostwa świata                   | Tokio       | 3. miejsce | 2,36     |
| 1992 | Igrzyska olimpijskie                 | Barcelona   | 3. miejsce | 2,28     |
| 1993 | Halowe mistrzostwa świata            | Toronto     | 8. miejsce | 2,24     |
| 1993 | Mistrzostwa świata                   | Stuttgart   | 6. miejsce | 2,34     |
| 1994 | Finał Grand Prix IAAF                | Paryż       | 7. miejsce | 2,25     |

## Rekordy życiowe
- stadion: 2,39 (30 lipca 1989, Norman)
- hala: 2,40 (10 marca 1991, Sewilla); rekord USA